# We All Bleed
We All Bleed est le troisième album du groupe Crossfade sorti le 14 juin 2011.

## Liste des pistes
| No  | Titre                   | Durée |
| --- | ----------------------- | ----- |
| 1.  | Dead Memories           |       |
| 2.  | Killing Me Inside       |       |
| 3.  | Prove You Wrong         |       |
| 4.  | Lay Me Down             |       |
| 5.  | Dear Cocaine            |       |
| 6.  | Suffocate               |       |
| 7.  | I Think You Should Know |       |
| 8.  | We All Bleed            |       |
| 9.  | Open Up Your Eyes       |       |
| 10. | Make Me a Believer      |       |